# 準動詞
準動詞（じゅんどうし、verbal, verbid, non-finite verb）とは、ヨーロッパ言語の動詞の活用形を起源として、人称・数によって変化せず、動詞としてしばしば句を導くとともに、名詞・形容詞・副詞の働きをする特殊な品詞のことをいう。

## 概要
一般的には不定詞 (infinitive)、動名詞 (gerund)、分詞 (participle) が挙げられる。不定詞は、形容詞句、副詞句を導くことがあるが、基本的には動名詞とともに名詞としての働きが基本的で、分詞は、形容詞としての働きが基本である。
そのほか分詞に類するものとして、イタリア語のジェルンディオ、ロシア語の形動詞・副動詞などがある。